# نوسازی (روزنامه)
روزنامهٔ نوسازی از جمله نشریه‌های اصلاح‌طلب ایرانی به مدیریت حمیدرضا جلایی پور بود که تنها پس از انتشار ۵ شماره در ۲۰ اردیبهشت ۱۳۸۰ و در آستانه انتخابات ریاست جمهوری هشتم، توسط دادستانی توقیف موقت و ۵ سال بعد لغو امتیاز شد.